# Pankraz von Dietrichstein
Pour les articles homonymes, voir Famille de Dietrichstein et Dietrichstein (homonymie).
Pankraz von Dietrichstein (v. 1446-4 septembre 1508), est un noble autrichien, propriétaire du Schloss Wolfsberg (Kärnten) (de) (Carinthie).

## Biographie
Membre de la famille noble des Dietrichstein, il est le plus jeune fils de Georg von Dietrichstein  de Rabenstein (Burg Rabenstein (Kärnten) (de) († 1446) et d'Elisabeth von Höffling.
Il est célèbre pour avoir défendu longuement en 1483 son château contre l'armée de Matthias Corvin et ne l'avoir cédé que contre la promesse qu'aucune hostilité ne serait commise. Il participe en 1492 à la bataille de Villach où 17 000 Turcs sont tués. 
Gardien de la principauté épiscopale de Bamberg (1471, 1487 et 1500) à Hartneidstein (de), il est, de 1480 à 1497, gardien et propriétaire du château de Wolfsberg. L'empereur Maximilien I, l'exhorte à rejoindre le duché de Carinthie en 1506. Il meurt peu de temps après, le 4 septembre 1508.

### Famille
Époux de Barbara Gössl von Thurn, il en a cinq enfants dont trois garçons :
- Georg von Dietrichstein († 1512), célibataire
- Franz von Dietrichstein, († après 1548)
- Siegmund von Dietrichstein (de) († 1533).